# 뉴욕 리뷰 오브 북스

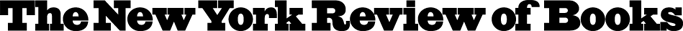
뉴욕 리뷰 오브 북스의 로고

뉴욕 리뷰 오브 북스(The New York Review of Books)는 미국 뉴욕주 뉴욕 시에서 반달마다 발행되는 잡지로, 문화, 문학, 경제, 과학, 최근 사건에 대해서 다루고 있다. 1963년 2월 1일에 첫 호가 나온 이후 지금까지 계속되고 있다.